# Centerville (Indiana)
Centerville es un pueblo ubicado en el condado de Wayne en el estado estadounidense de Indiana. En el Censo de 2010 tenía una población de 2552 habitantes y una densidad poblacional de 409,7 personas por km².

## Geografía
Centerville se encuentra ubicado en las coordenadas 39°49′35″N 84°59′12″O / 39.82639, -84.98667. Según la Oficina del Censo de los Estados Unidos, Centerville tiene una superficie total de 6.23 km², de la cual 6.23 km² corresponden a tierra firme y (0.04%) 0 km² es agua.

## Demografía
Según el censo de 2010, había 2552 personas residiendo en Centerville. La densidad de población era de 409,7 hab./km². De los 2552 habitantes, Centerville estaba compuesto por el 96.12% blancos, el 0.63% eran afroamericanos, el 0.12% eran amerindios, el 0.63% eran asiáticos, el 0% eran isleños del Pacífico, el 1.33% eran de otras razas y el 1.18% pertenecían a dos o más razas. Del total de la población el 2.47% eran hispanos o latinos de cualquier raza.